# Ellen Birgitte Rasmussen
Ellen Birgitte Rasmussen (født 6. juni 1965 i Ribe) er en dansk komponist. Hun er uddannet cand.mag. i spansk og musik fra Københavns Universitet i 1995.
Hendes kompositionsmusik tager afsæt i elektro-akustiske eksperimenter med bl.a. flamencomusik og vandelementet.
Hun bor på Frederiksberg i København.